# Basílicas paleocristianas de Milán

El Milán romano antiguo (Mediolanum) superpuesto al Milán moderno. El rectángulo más claro en el centro, ligeramente hacia la derecha, representa la moderna Piazza del Duomo, mientras que el moderno Castello Sforzesco se encuentra en la parte superior izquierda, justo fuera del trazado de las murallas romanas de Milán. En el centro, señalado en rojo salmón, el foro romano de Milán, mientras que en verde el palacio imperial romano de Milán.

Las basílicas paleocristianas de Milán son las primeras iglesias cristianas construidas en la ciudad a partir del año 313, inmediatamente después del edicto de Milán de Constantino, que admitió el cristianismo entre las religiones practicadas en el Imperio Romano . La mayoría de ellas fueron construidas en el Bajo Imperio romano en el período en el que la ciudad romana de Mediolanum (actual Milán) era la capital del Imperio Romano Occidental (un papel que ocupó desde 286 hasta 402 ).
Las iglesias más antiguas eran la catedral de Santa Maria Maggiore (Basilica vetus), la basílica de Santa Tecla y la basílica de San Lorenzo Maggiore (Basilica palatina), mientras que las iglesias "ambrosianas", es decir, las encargadas por San Ambrosio, eran la basílica de San Nazaro in Brolo (Basilica apostolorum), la basílica de San Ambrosio (Basilica martyrum), la basílica de San Dionigi (Basilica prophetarum) y la basílica de San Simpliciano (Basilica virginum).
Otras iglesias cristianas primitivas en Milán fueron la basílica de San Giovanni in Conca ( Basílica evangeliorum ), la basílica de San Vittore al Corpo ( Basílica portiana ), la basílica de San Calimero ( Basílica sancti Calimerii ) y la basílica de San Eustorgio ( Basílica trium magorum ), mientras que la única construida después de la caída del Imperio Romano Occidental fue la basílica de San Vincenzo en Prato ( Basílica virginum ).

## Historia

Mapa de la antigua Milán romana (Mediolanum) (siglos -) que indica las murallas y puertas romanas de Milán, el foro romano de Milán, el teatro romano de Milán, el anfiteatro romano de Milán, el circo romano de Milán, la zona de el palacio imperial romano de Milán (en rosa más claro), la ceca romana de Milán, las termas de Erculee, el mausoleo imperial de Milán, la Via Porticata con el arco triunfal, los depósitos de raciones romanas de Milán (lat. .horrea), el puerto fluvial romano de Milán, los castillos romanos de Milán y las basílicas paleocristianas de Milán

Durante la tetrarquía la ciudad se convirtió en la capital del Imperio Romano de Occidente a instancias del emperador Maximiano ( 286-305 ). El acuerdo entre Constantino y Licinio (conocido como el Edicto de Milán de 313 ) marcó también el comienzo de transformaciones profundas y radicales: el fomento del culto cristiano llevó a la destrucción metódica de monumentos que no gustaban a las autoridades cristianas.
A este respecto, es interesante señalar que en la base sobre la que se construyó San Lorenzo se han reconocido piedras extraídas del anfiteatro de Milán, señal de que la demolición del gran edificio (desde el siglo I uno de los mayores anfiteatros del Imperio) había comenzado a finales del siglo IV o principios del siglo V.
Este uso se justificaba tanto por la presencia de cursos de agua alrededor de la zona donde se construyó San Lorenzo como por el hecho de que las piedras grandes escaseaban en Milán, al estar situada en una llanura arcillosa. Tanto este hecho como la colocación de las famosas columnas frente al patio indican que la construcción de las grandes basílicas de la época imperial se hizo también a costa de los edificios paganos.
Las basílicas paleocristianas de Milán se pueden dividir en varias categorías, correspondientes a períodos posteriores.
Las basílicas más antiguas conocidas son "basílicas dobles". Esta particular conformación quizás derivó de la aparición de las horrea romanas o, más probablemente, se trataba, como en Aquileia, de iglesias separadas para bautizados y para catecúmenos, ya que el sacramento bautismal en aquella época sólo se concedía tras la realización de un proceso de conversión y purificación espiritual. La basílica de Santa Tecla (cuyas ruinas se pueden visitar bajo la Catedral ) ya contaba con un ábside tradicional, sin embargo, que recuerda a los de las "basílicas" anexas a los grandes edificios civiles.
Una fase posterior corresponde a la de las grandes basílicas de época romana posterior, con forma poligonal, de cruz, etc. Estos fueron los modelos adoptados (al igual que en Milán) también para algunas de las principales y más famosas basílicas del Bajo Imperio, como las de Constantinopla .

## Las primeras basílicas de Milán
El centro religioso, cerca de la actual Piazza del Duomo, incluía dos catedrales: una vetus o basílica menor, una catedral de "invierno" y una nova o basílica maior, una catedral de "verano". Estas basílicas fueron demolidas para permitir la construcción de la Catedral de Milán.

El complejo episcopal que fue demolido consistía en la basílica de Santa Tecla (nombres cristianos primitivos originales basílica maior o basílica nova ), el baptisterio de San Giovanni alle Fonti, la catedral de Santa Maria Maggiore (nombres cristianos primitivos originales basílica vetus o basílica menor ) y el baptisterio de Santo Stefano alle Fonti .

El complejo episcopal de Milán superpuesto a la moderna Piazza del Duomo .
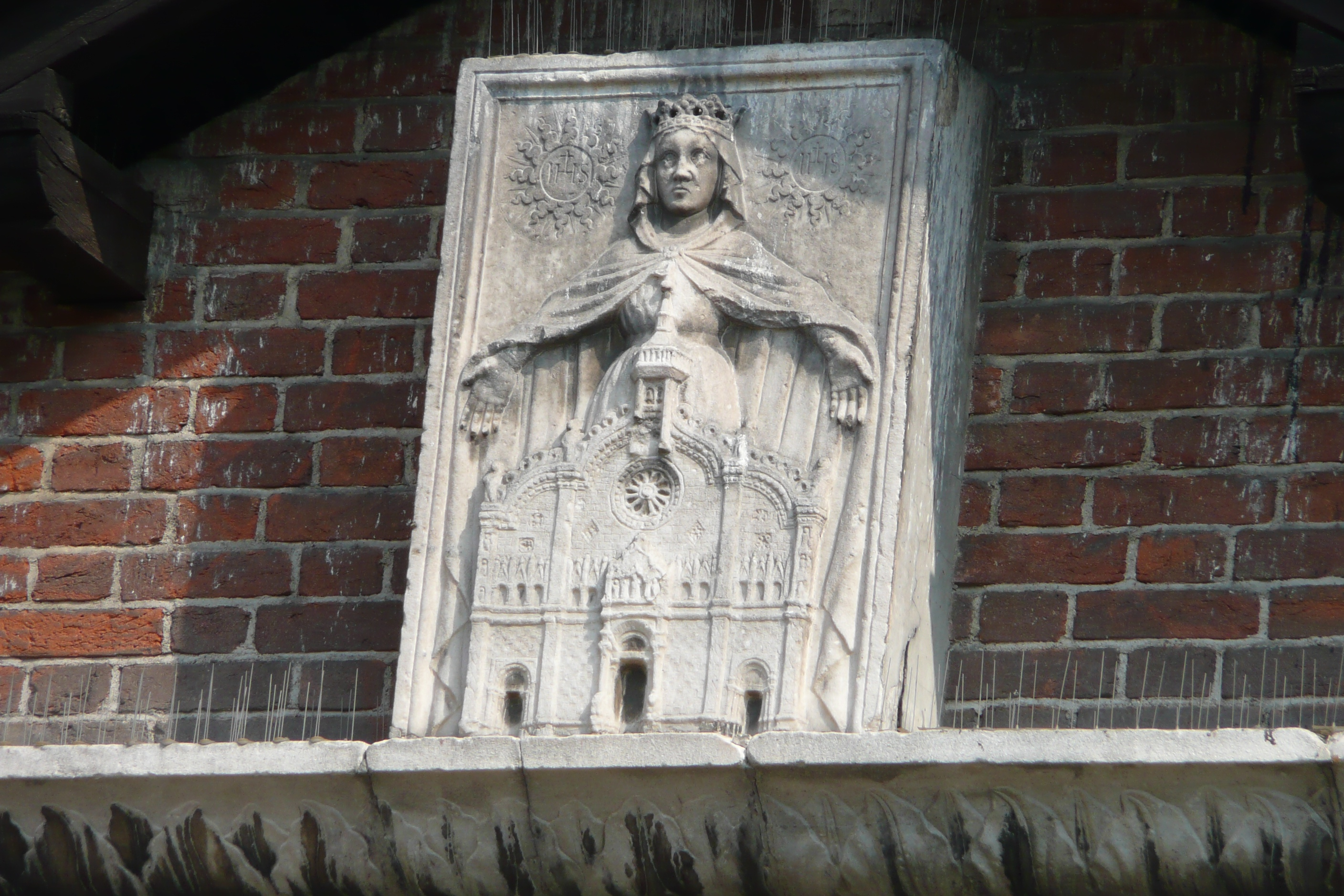
Escudo de armas de la Fabbrica del Duomo, con la fachada de la basílica vetus que ya no existe, la primera catedral de Milán luego reemplazada por el Duomo
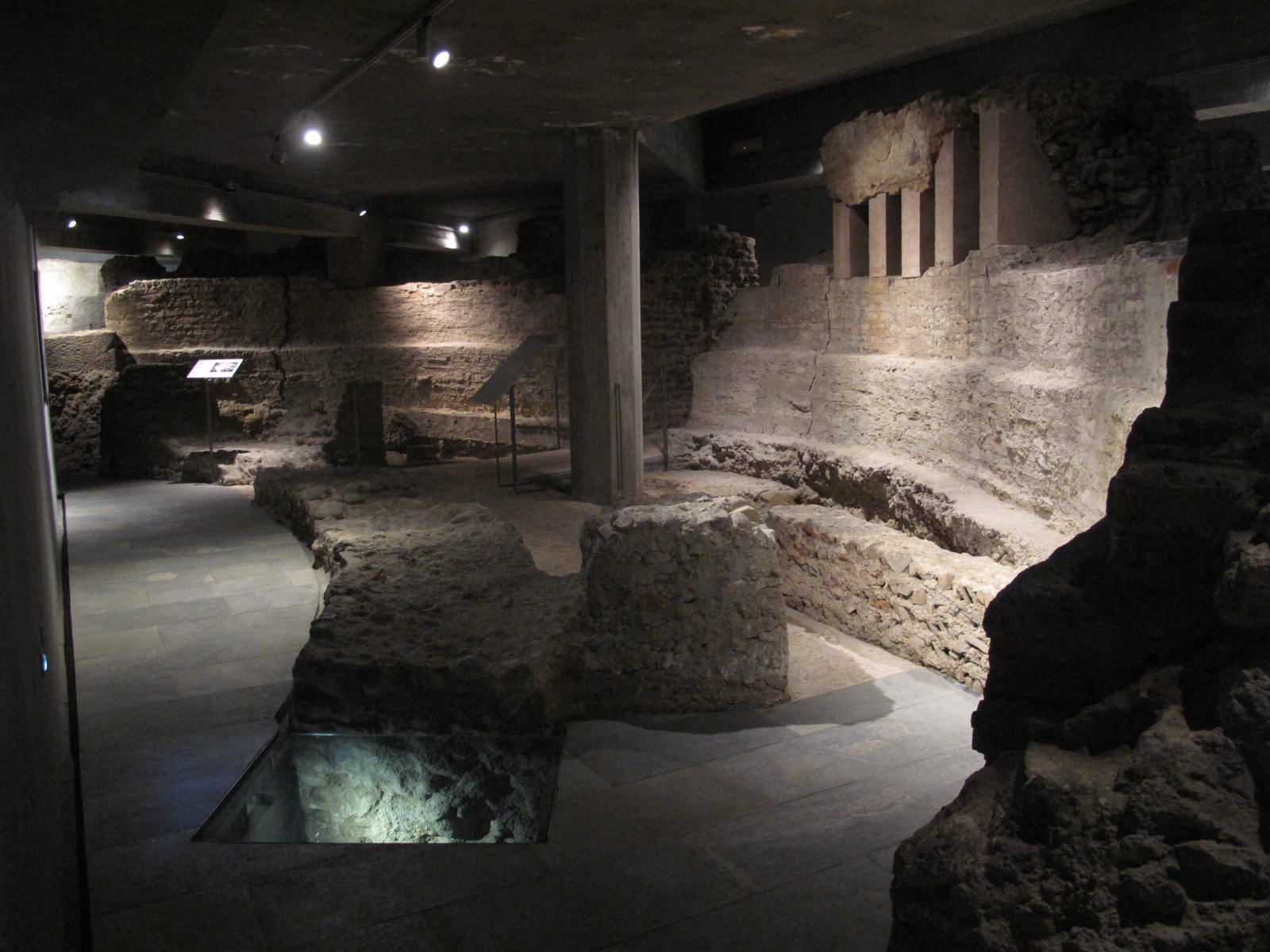
Los restos del ábside de la basílica mayor, que se encuentran bajo el cementerio de la actual Catedral de Milán.

### Basílica vetus
La catedral de Santa Maria Maggiore (nombre paleocristiano original basílica vetus ) fue una de las primeras iglesias de Milán, el edificio religioso más importante de la ciudad antes de la construcción de la Catedral de Milán. La basílica vetus fue demolida en 1386 para permitir la construcción de la moderna Catedral de Milán. La basílica vetus, junto con la cercana basílica maior (más tarde rebautizada como basílica de Santa Tecla ), el baptisterio de San Giovanni alle Fonti y el baptisterio de Santo Stefano alle Fonti, formaban el "complejo episcopal". La presencia de dos basílicas muy próximas entre sí era, de hecho, habitual en el norte de Italia durante la época constantiniana y podía encontrarse, sobre todo, en ciudades con obispado.
La basílica vetus se encontraba en el lugar donde ahora se encuentra el ábside posterior de la moderna catedral de Milán. Su construcción se inició en el año 314 durante el Bajo Imperio Romano, un año después del Edicto de Milán, que concedía a todos los ciudadanos, incluidos los cristianos, la libertad de honrar a sus deidades. Por tanto, fue la primera basílica paleocristiana de Milán construida después de este edicto, de ahí su nombre (vetus en latín significa "antiguo").

### Basílica mayor
La basílica de Santa Tecla (nombres originales paleocristianos basílica maior o basílica nova) era una antigua basílica paleocristiana de Milán que ya no existe y que estaba situada donde ahora se encuentra el moderno Duomo de Milán. Construida en el año 350, fue demolida en 1461 para permitir la construcción del moderno Duomo de Milán. Como ya se ha dicho, la basílica maior, junto con la cercana basílica vetus (posteriormente rebautizada como catedral de Santa Maria Maggiore), el baptisterio de San Giovanni alle Fonti y el baptisterio de Santo Stefano alle Fonti, formaban el "complejo episcopal": la presencia de dos basílicas muy próximas entre sí era, de hecho, habitual en el norte de Italia durante la época constantiniana y podía encontrarse, en particular, en las ciudades con sedes episcopales. En el mismo lugar que la basílica de Santa Tecla, en época romana, se levantaba un templo pagano dedicado a Minerva, que a su vez había sido construido sobre los restos de un templo celta anterior dedicado a la diosa Belisama.

### Basílica palatina

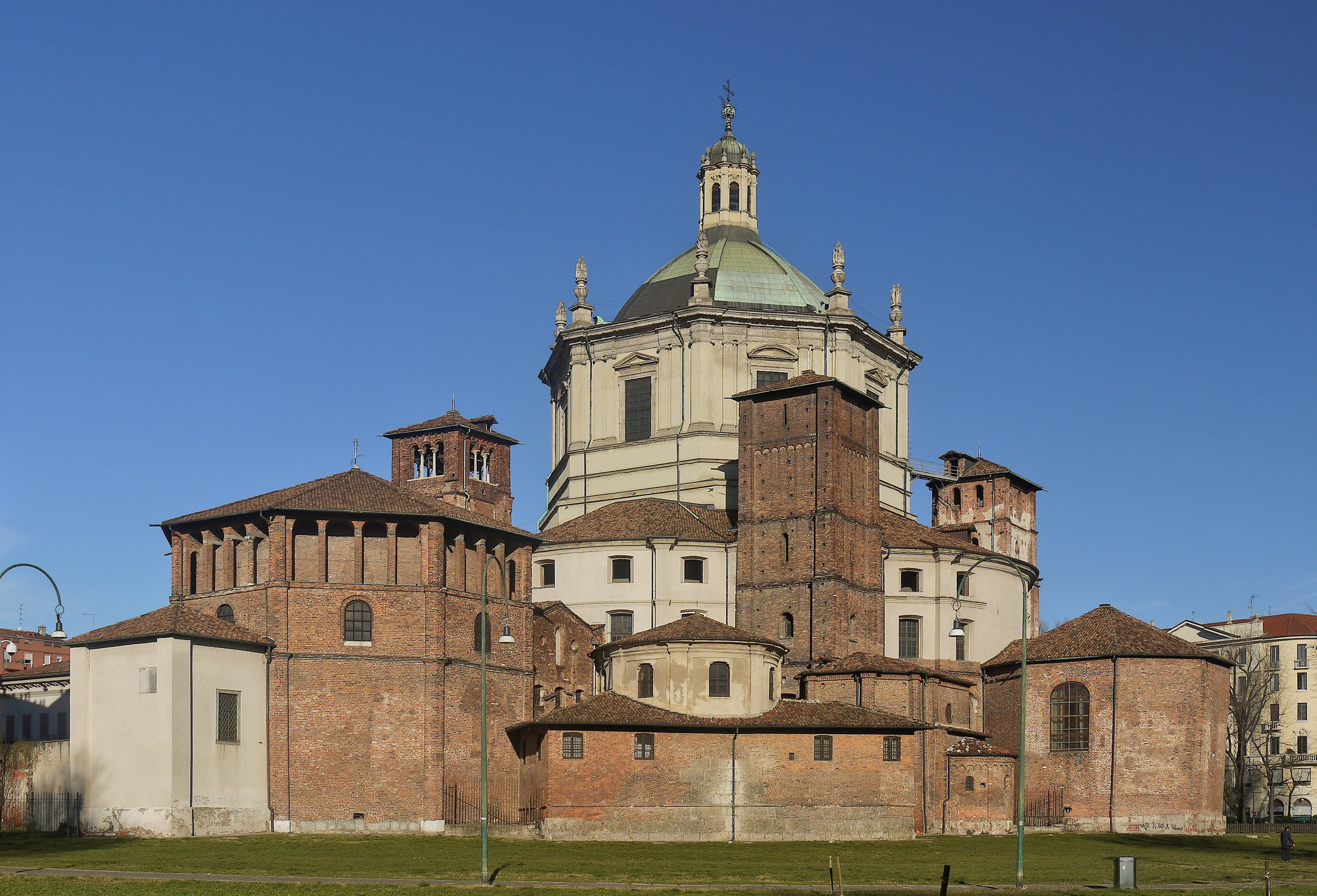
Los sacelios paleocristianos de la basílica de San Lorenzo con los campanarios románicos y la cúpula con linterna del

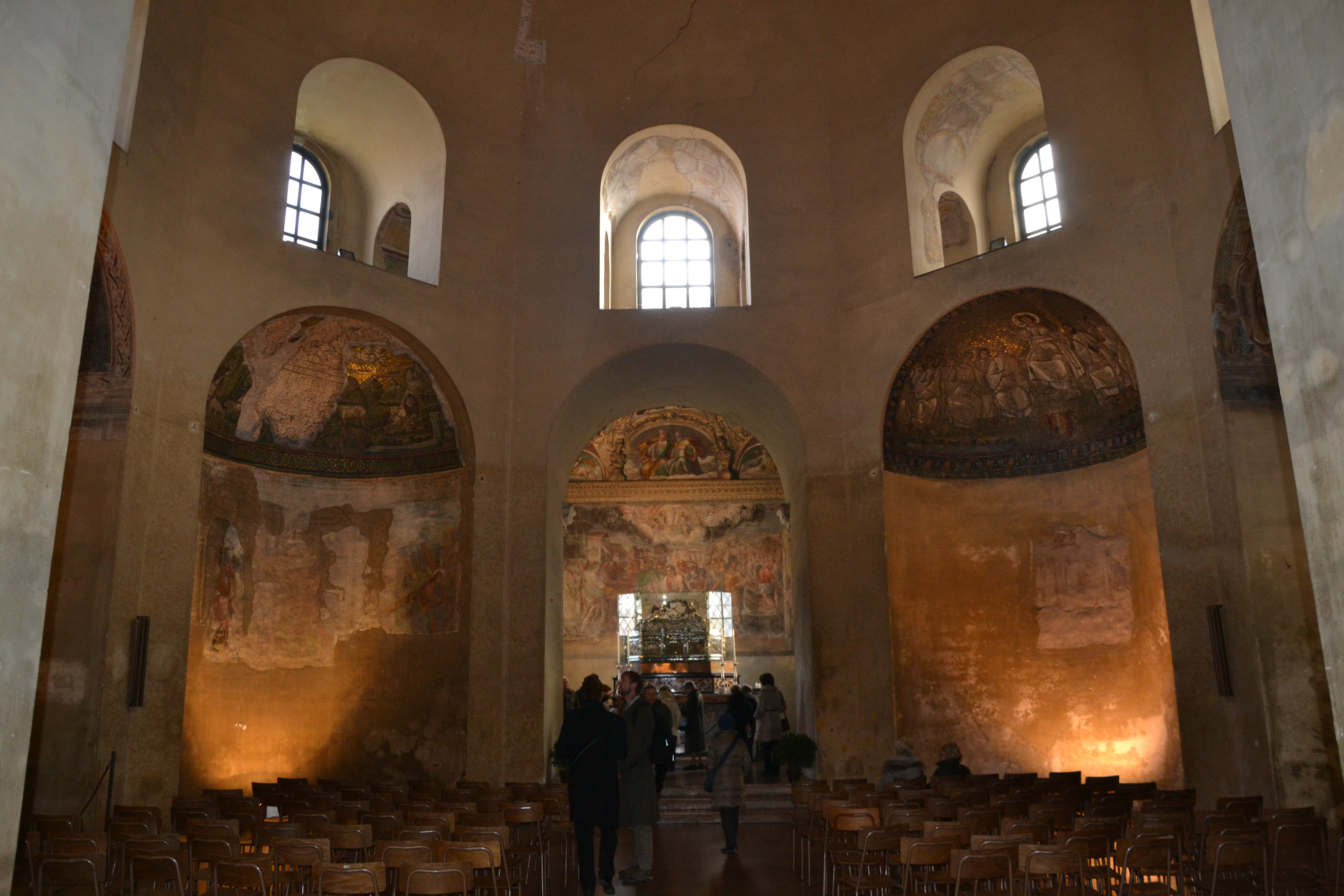
Capilla de San Aquilino en la basílica de San Lorenzo Maggiore

La basílica de San Lorenzo, cuyo nombre completo es basílica colegiada preposicional de San Lorenzo Maggiore (nombre paleocristiano original basílica palatina ) es una de las iglesias más antiguas de la ciudad, el edificio fue reconstruido y modificado varias veces en las formas externas, conservando casi por completo la primitiva planta tardoimperial, construida entre el 390 y el 410: junto con las columnas opuestas de San Lorenzo situadas delante y que en su día formaban parte del pórtico del edificio, se considera uno de los mayores conjuntos monumentales de la época romana tardoimperial de Milán. También se cree que la basílica es el primer edificio con simetría central del Occidente cristiano. El nombre original de basílica palatina, que luego se cambió por el de "San Lorenzo", deriva de su proximidad al palacio imperial romano de Milán, llamado genéricamente palatium.

## Las basílicas ambrosianas
La figura que dominó la vida y el desarrollo de la ciudad fue el obispo San Ambrosio, que fue nombrado al trono episcopal con poco más de 30 años en el año 374. Con él, después del año 380, en el Imperio Romano tardío, cuando la ciudad romana de Mediolanum (la actual Milán) era la capital del Imperio Romano de Occidente (función que desempeñó del 286 al 402), se inició un programa de construcción de basílicas dedicadas a diversas categorías de santos.
En particular, se construyó una basílica para los profetas (la basílica profetarum, más tarde rebautizada como basílica de San Dionigi ), una para los apóstoles (la basílica apostolorum, que más tarde tomó el nombre de Basílica de San Nazaro in Brolo), una para los mártires (la basilica martyrum, que más tarde albergó sus restos y se convirtió en la basílica de San Ambrosio ), una para las vírgenes (la basilica virginum, más tarde rebautizada como basílica de San Simpliciano ). De hecho, cada una de ellas estaba dedicada a una familia diferente de santos, ya que aún no existía la costumbre de nombrar iglesias con el nombre de un solo santo. Las posiciones de las cuatro basílicas, todas ellas construidas fuera de las murallas romanas de Milán, dibujaban una cruz simbólica.

### Basílicamartyrum

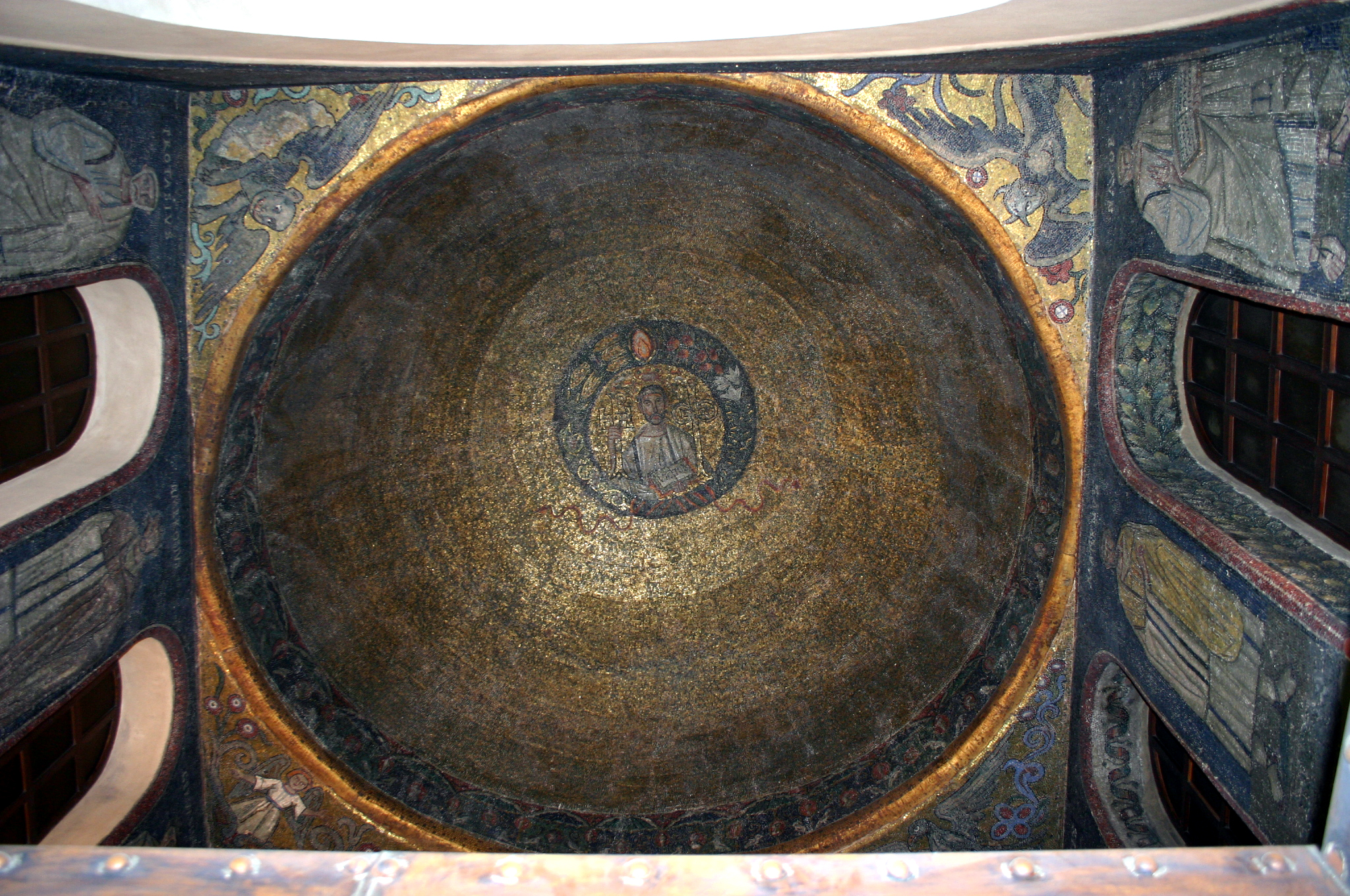
Mosaicos de la capilla de San Vittore en ciel d'oro, basílica de San Ambrosio. Representan uno de los pocos restos de la antigua basílica paleocristiana.

La basílica de San Ambrosio, cuyo nombre completo es basílica menor romana colegiata preboste de la abadía de Sant'Ambrogio (nombre paleocristiano original basílica martyrum ), es una de las iglesias más antiguas de Milán . Está ubicaao en Piazza Sant'Ambrogio y representa no solo un monumento de la época paleocristiana y románica, sino también un punto fundamental de la historia milanesa y de la Iglesia ambrosian. Es tradicionalmente considerada la segunda iglesia más importante de la ciudad después de la Catedral de Milán .
Construida entre 379 y 386 en el Bajo Imperio Romano por el obispo de Milán Ambrosio, fue reconstruida casi por completo y adquirió su aspecto definitivo entre 1088 y 1099. En comparación con la iglesia paleocristiana original del siglo IV, la nueva basílica del siglo XI heredó escrupulosamente su planta: tres naves absidales sin crucero con un pórtico de cuatro lados delante. Su conjunto arquitectónico está formado por el monasterio de Sant'Ambrogio, la rectoría de Sant'Ambrogio, la iglesia de San Sigismondo y la basílica.

### Basílicaapostolorum
La basílica de los Santi Apostoli e Nazaro Maggiore (nombre paleocristiano original basílica apostolorum ), comúnmente conocida como la basílica de San Nazaro en Brolo, es una de las iglesias más antiguas de Milán, ubicada en la piazza San Nazaro en Brolo. Es la iglesia de cruz latina más antigua de la historia del arte occidental, construida de esta forma para celebrar la resurrección de Jesús, como lo demuestra un epígrafe colocado en las paredes del coro. El conjunto está formado por la basílica y el posterior Mausoleo de Trivulzio y la Capilla de Santa Caterina, ambos renacentistas. El Mausoleo Trivulzio, una capilla monumental construida por Bramantino, cubrió la fachada original de la basílica, cambiando radicalmente su apariencia.
La basílica toma su nombre del Broletto Vecchio, también conocido como el Brolo del Arzobispo o Brolo di Sant'Ambrogio, la primera sede documentada del gobierno de la ciudad, que tuvo este papel durante el período de los municipios en la Baja Edad Media . El Broletto Vecchio dio su nombre al distrito de Brolo, que incluye la basílica de San Nazario en Brolo. Construida entre 382 y 386, en 1075 fue seriamente dañada por un desastroso incendio y fue reconstruida en estilo románico. Hubo numerosas transformaciones en los siglos XVII y XVIII, renovándose las partes internas en formas neoclásicas entre 1828 y 1832 . La iglesia se puede visitar de forma gratuita gracias a la colaboración con los voluntarios para el patrimonio cultural "Aperti per voi" del Touring Club Italiano .

### Basílicavirginum

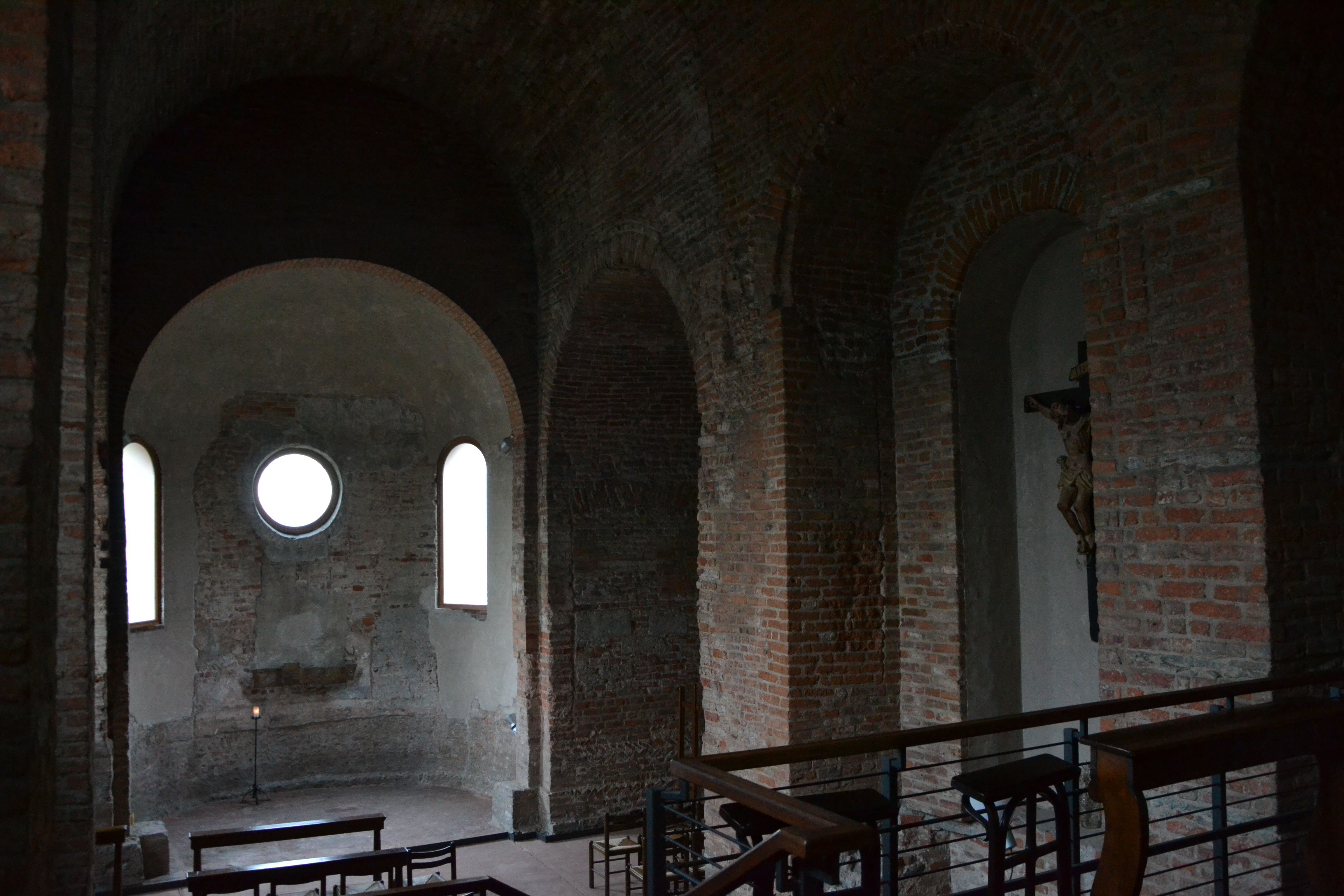
El santuario de los mártires de Anaunia, basílica de San Simpliciano

La basílica de San Simpliciano (nombre paleocristiano original basilica virginum ) se encuentra en la piazza San Simpliciano, a un lado de corso Garibaldi. Alrededor de la basílica se construyó un monasterio benedictino en el siglo IX, del que se conserva el gran claustro de San Simpliciano. La basílica se erigió fuera de la Porta Cumensis en una de las seis grandes áreas de cementerio existentes en la época romana. En 1176 la basílica se hizo famosa por la victoria en la batalla de Legnano, porque cuenta la tradición que los tres mártires Sisinnio, Martirio y Alessandro (cuyas reliquias se guardaban en la basílica), en forma de palomas, se habían posado en el Carracio anunciando la victoria.
Los cambios en la estructura se realizaron entre los siglos XI y XIII; las bóvedas actuales y la cúpula se construyeron para reemplazar el techo de vigas de madera original. Los grandes ventanales de época romana se rellenaron para reforzar la estructura. El ábside fue reconstruido, con dimensiones reducidas. Por tanto, el interior de la iglesia actual aparece hoy ampliamente definido por la construcción románica .

### Basílicaprofetarum
La basílica de San Dionisio (nombre paleocristiano original basílica profetarum ) fue destruida en el siglo XVIII para dar cabida a los jardines públicos de Porta Venezia y luego al museo cívico de historia natural . Fue construida en un período anterior al 381 .
Según el Itinerario de Salzburgo del siglo VI, sabemos que la capilla estaba en gran decadencia, al igual que el culto a los dos santos, hasta el punto de que en el año 830 el arzobispo de Milán donó partes del cuerpo de San Aurelio al obispo de Vercelli, Nottingo, conservando la cabeza del santo en Milán. En 882, el arzobispo Angilberto I decidió construir una nueva iglesia más grande para honrar el cuerpo de San Dionisio.

## Otras basílicas

### Basílicaportiana
La basílica del preboste de San Vittore al Corpo (nombre cristiano primitivo original basílica portiana ) se encuentra en el centro histórico de Milán, en Via San Vittore 25. Antiguamente basílica de los frailes olivetanos, que vivían en el monasterio contiguo, posteriormente convertida en Museo de la ciencia y la técnica, actualmente es sede de una parroquia. La iglesia se puede visitar de forma gratuita gracias a la colaboración con los voluntarios para el patrimonio cultural del Touring Club Italiano. Construida en el siglo IV, adquirió su aspecto actual en el siglo XVII.

### Basílicatrium magorum

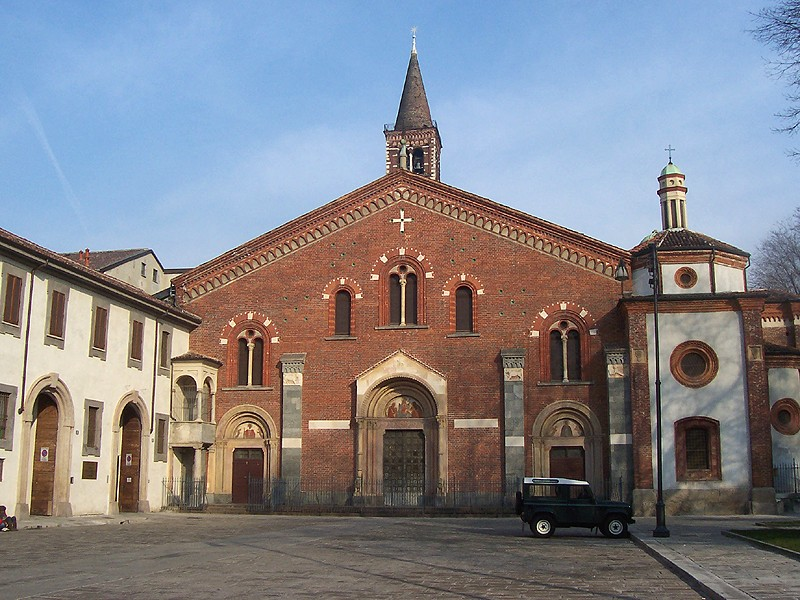
La basílica de San Eustorgio

La basílica de San Eustorgio (nombre paleocristiano original basílica trium magorum ) se encuentra en la plaza homónima de Milán, cerca de Porta Ticinese . La basílica fue probablemente fundada alrededor del año 344 . La fachada actual de la basílica, cuyo diseño original data del siglo XII, es el resultado de una restauración neorrománica realizada por el ingeniero Giovanni Brocca entre mayo de 1864 y agosto de 1865.
Según la tradición, San Eustorgio recibió como regalo directamente del emperador Constante I un enorme sarcófago de piedra que contenía las reliquias de los Reyes Magos, de ahí el nombre paleocristiano original de la basílica, procedentes de la basílica de Santa Sofía de Constantinopla (donde habían sido enterradas varias décadas antes por la emperatriz Santa Elena, que las había encontrado durante su peregrinación a Tierra Santa). En el crucero derecho de la basílica se encuentra un antiguo sarcófago romano que, según la tradición, contenía los restos de los tres Reyes Magos que Eustorgio transportó desde Constantinopla a la basílica de Santa Tecla. Las reliquias, que fueron robadas durante el saqueo de las tropas de Federico Barbarroja en 1162, se devolvieron parcialmente en 1904 y se conservan en el relicario situado sobre el altar de la capilla de los Reyes Magos.

### Basílicaevangeliorum

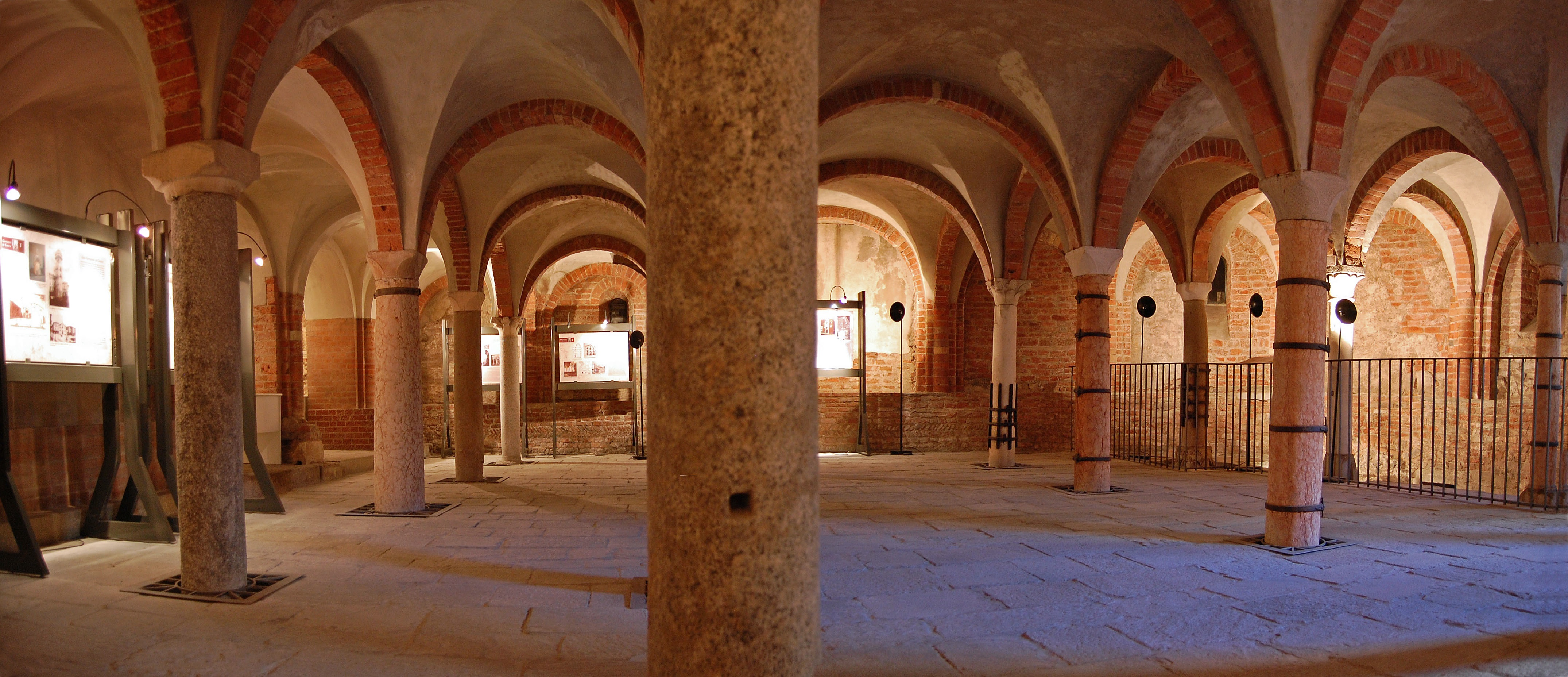
La cripta de San Giovanni in Conca

La cripta de San Giovanni in Conca es un monumento situado en la Piazza Missori de Milán. Se trata de los restos de la antigua basílica de San Giovanni in Conca (nombre paleocristiano original basílica evangeliorum ), de la que hoy sólo quedan algunos vestigios que datan del siglo XI, es decir, parte del ábside y toda la cripta, de ahí el nombre de los restos modernos. Construida entre los siglos V y VI en estilo paleocristiano, fue reconstruida en la Edad Media en estilo románico. El término "en Conca" en el nombre de la cripta hace referencia a un hueco en el terreno sobre el que posteriormente se construyó la basílica. La basílica fue demolida entre 1948 y 1952 por las condiciones de la carretera. La cripta se puede visitar de forma gratuita gracias a la colaboración con los voluntarios para el patrimonio cultural "abierto para ti" del Touring Club italiano .

### Basílicasancti Calimerii
La basílica de San Calimero (nombre cristiano primitivo basílica sancti Calimerii ) está en el centro histórico de Milán, ubicada en la calle homónima. Datada al menos en el año 490, sufrió reformas en el siglo XVII por Francesco Maria Richini y fue completamente restaurada en 1882, obras que le dieron su aspecto actual.

## Basílicas tras la caída del Imperio Romano Occidental
La única iglesia milanesa después de la caída del Imperio Romano Occidental que conserva partes paleocristianas es la basílica de San Vincenzo en Prato.

### Basílicavirginum

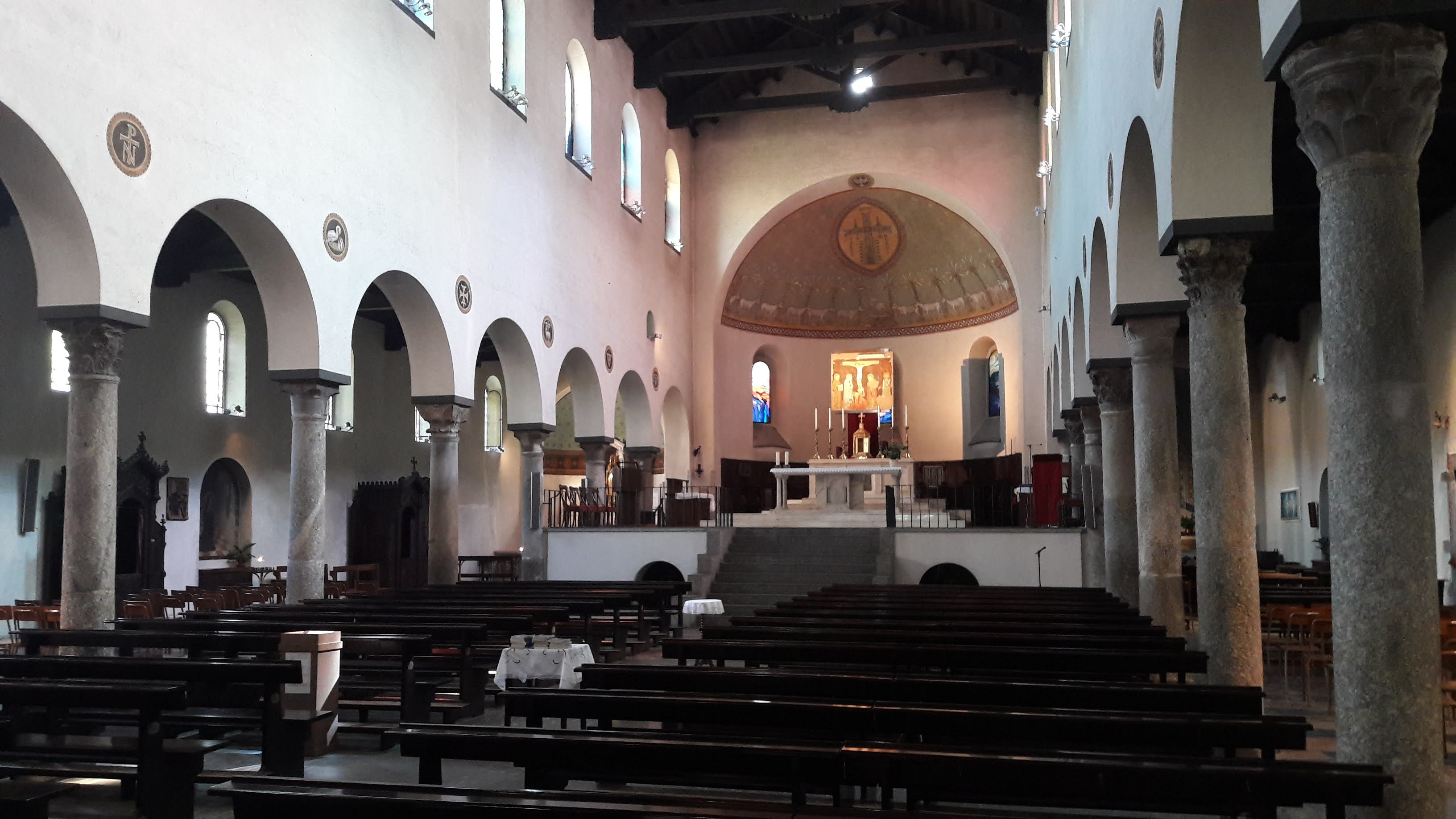
Basílica de San Vincenzo en Prato, interior

La basílica de San Vincenzo en Prato (nombre paleocristiano original basilica virginum ) se encuentra en via Daniele Crespi, no lejos de la Darsena di Porta Ticinese. Es la única iglesia milanesa que conserva un auténtico estilo paleocristiano del primer tipo canónico, símbolo de la sencillez; debido a la ausencia de superposición de otros estilos, es un catálogo vivo de los componentes arquitectónicos y las sugerencias de la idea paleocristiana, muy adecuado para la enseñanza. También puede dar una idea de cómo era la primera basílica vetus antigua, porque tiene similitudes de formas, proporciones y aspectos estilísticos.